# Soszanśke
Soszanśke (ukr. Сошанське) – wieś na Ukrainie, w obwodzie winnickim, w rejonie chmielnickim. W 2001 liczyła 581 mieszkańców, wśród których 579 jako ojczysty wskazało język ukraiński, a 2 rosyjski.